# Sistema de referència no inercial

Figura 1. Sistema de referència en rotació (S') respecte a un altre sistema (S).

A la mecànica newtoniana es diu que un sistema de referència és no inercial (o no galileà) quan no s'hi compleixen les Lleis de Newton. Donat un sistema de referència inercial (o galileà), un segon sistema de referència també serà inercial només si fa un moviment de translació rectilínia a velocitat constant respecte al primer, per tant, el segon sistema de referència serà no inercial si:
- Si fa un moviment de translació rectilínia accelerat (els seus punts fan trajectòries rectilínies però a velocitat no constant).

- Si realitza un canvi en la direcció de la seva velocitat de translació (els seus punts faran trajectòries no rectilínies).
- Si fa un moviment de rotació (vegeu la figura 1).
- Una combinació d'alguns dels anteriors.

Un observador situat en un sistema de referència no inercial haurà de recórrer a forces fictícies (o forces d'inèrcia) com la força de Coriolis o la força centrífuga, per a poder explicar els moviments respecte a l'esmentat sistema de referència.
Essent rigorosos, podria argumentar-se que els sistemes de referència inercials no existeixen, o com a mínim no en el nostre entorn, donat que la Terra gira sobre ella mateixa i també al voltant del Sol, i aquest, al seu torn, ho fa respecte al centre de la Via Làctia. Tanmateix, el caràcter no inercial del sistema de referència depèn de la precisió amb la que es treballa.

Figura 2. El moviment circular és un sistema de referència no incercial.

Figura 3. El sistema de referència (O, x, y) es consideraria un sistema de referència inercial, mentre que (O, x', y') seria un sistema de referència no inercial.